# Сарапала (село)
Сарапала — село в Заинском районе Татарстана. Входит в состав Поручиковского сельского поселения.

## География
Находится в восточной части Татарстана на расстоянии приблизительно 11 км на юго-запад по прямой от железнодорожной станции города Заинск у речки Сарапала.

## История
Известно с 1710—1711 годов как деревня Сарапаля. Упоминалось также как Нижняя Сарапала.

## Население
Постоянных жителей было: в 1859—325, в 1897—748, в 1913—901, в 1920—593, в 1926—1070, в 1938—833, в 1949—663, в 1958—541, в 1970—549, в 1979—320, в 1989—197, в 2002—181 (татары 93 %), 194 в 2010.